# Celestino Miguel Fernández Pérez
Celestino Miguel Fernández Pérez OFM (* 22. November 1895 in Vélez-Rubio; † 20. Februar 1972) war ein spanischer römisch-katholischer Ordensgeistlicher und Bischof von San Marcos in Guatemala.

## Leben
Celestino Miguel Fernández Pérez trat der Ordensgemeinschaft der Franziskaner bei und empfing am 28. Februar 1920 das Sakrament der Priesterweihe.
Am 30. November 1955 ernannte ihn Papst Pius XII. zum ersten Bischof von San Marcos. Der Apostolische Nuntius in Guatemala, Erzbischof Gennaro Verolino, spendete ihm am 6. Januar 1956 in der Kathedrale von Guatemala-Stadt die Bischofsweihe; Mitkonsekratoren waren der Erzbischof von Guatemala-Stadt, Mariano Rossell y Arellano, und der Bischof von Verapaz, Cobán, Raimundo María Julián Manguán-Martín y Delgado OP. Fernández Pérez nahm an allen vier Sitzungsperioden des Zweiten Vatikanischen Konzils teil.
Papst Paul VI. nahm am 7. Dezember 1971 das von Celestino Miguel Fernández Pérez vorgebrachte Rücktrittsgesuch an.